# Лом-Комары
 Лом-Комары  — деревня в Пижанском муниципальном округе Кировской области.

## География
Расположена на расстоянии примерно 12 км по прямой на запад-северо-запад от районного центра поселка Пижанка.

## История
Известна с 1873 года как починок Лом (Комары), где дворов 14 и жителей 163, в 1905 31 и 196, в 1926 (деревня Лом или Комары) 34 и 188, в 1950 (Лом-Комары) 29 и 113, в 1989 85 жителей . С 2006 по 2020 год входила в состав Ижевского сельского поселения до его упразднения.

## Население
Постоянное население составляло 95 человека (русские 81%) в 2002 году, 67 в 2010.